# Sturmia rasella
Sturmia rasella är en tvåvingeart som först beskrevs av Louis-Paul Mesnil 1970.  Sturmia rasella ingår i släktet Sturmia och familjen parasitflugor.
Artens utbredningsområde är Madagaskar. Inga underarter finns listade i Catalogue of Life.